# 阿萊里亞
阿萊里亞（法語：Aléria，法語發音：[aleʁja]；科西嘉语）是法國上科西嘉省的一个市镇，属于科尔泰区。

## 地理
阿萊里亞（42°6'51"N, 9°30'47"E）面积58.33 平方千米，位于法国上科西嘉省，该省份位于科西嘉北部，后者为地中海西部的一座岛屿，也是法国的一个单一领土集体，位于法国大陆部分的东南面，意大利半島的西面，最临近的地块是撒丁岛。
与阿萊里亞接壤的市镇（或旧市镇、城区）包括：吉索纳恰、准卡焦。

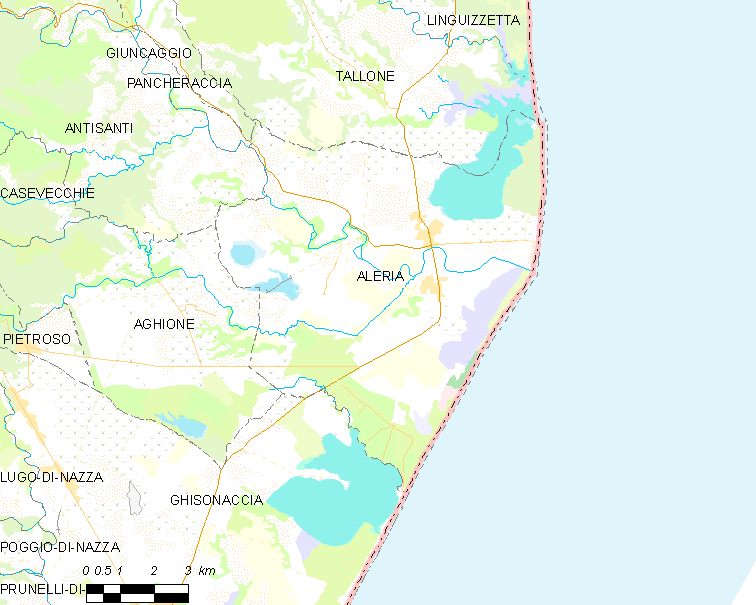
阿萊里亞的OSM定位图

阿萊里亞的时区为UTC+01:00、UTC+02:00（夏令时）。

## 行政
阿萊里亞的邮政编码为20270，INSEE市镇编码为2B009。

## 政治
阿萊里亞所属的省级选区为吉索纳恰县。

## 人口

1962-2008年间阿萊里亞人口变化图示

阿萊里亞于2022年1月1日时的人口数量为2239人。

## 友好城市
- 法國 鲁瓦亚河畔布雷伊